# University of Notre Dame

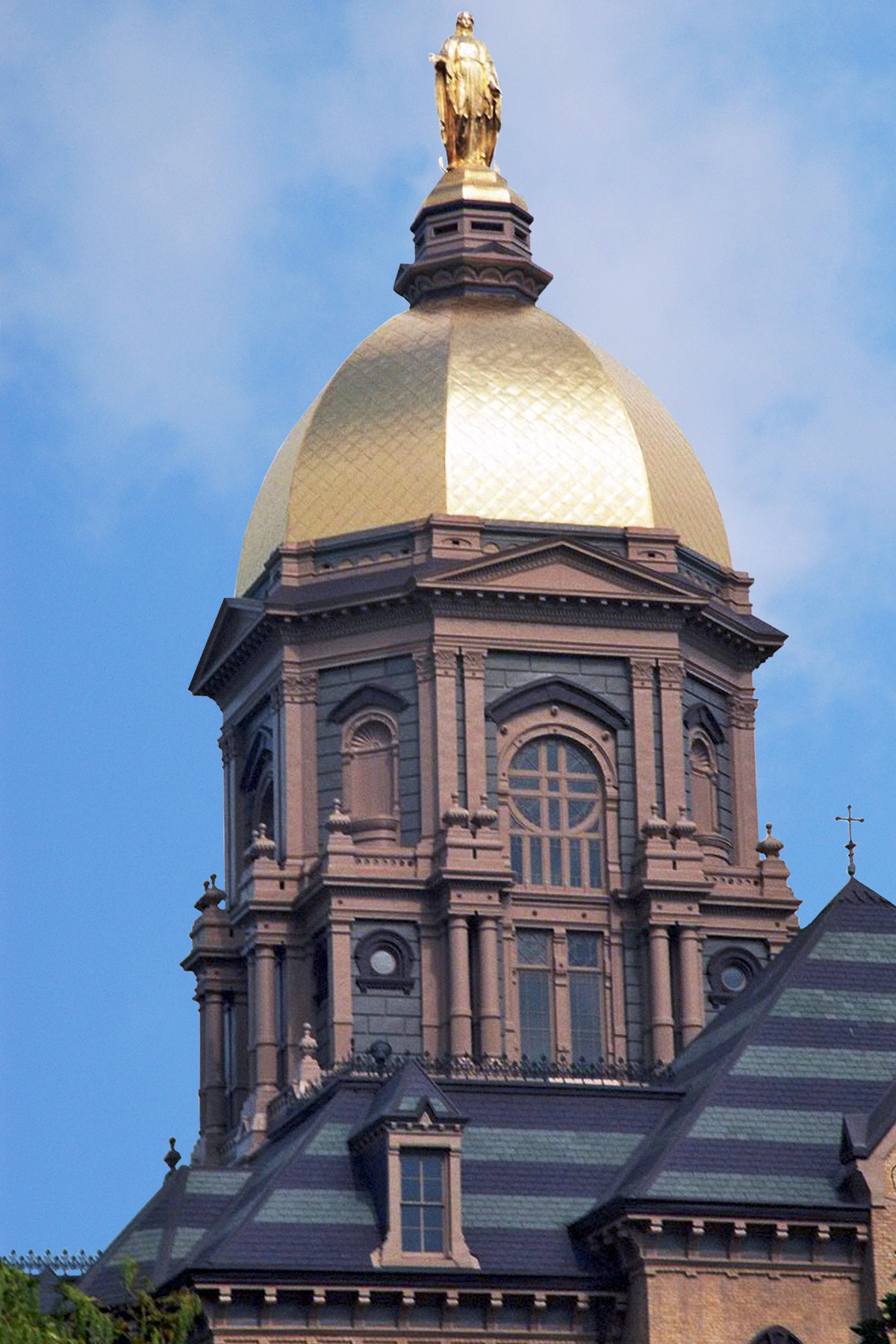
Der Golden Dome

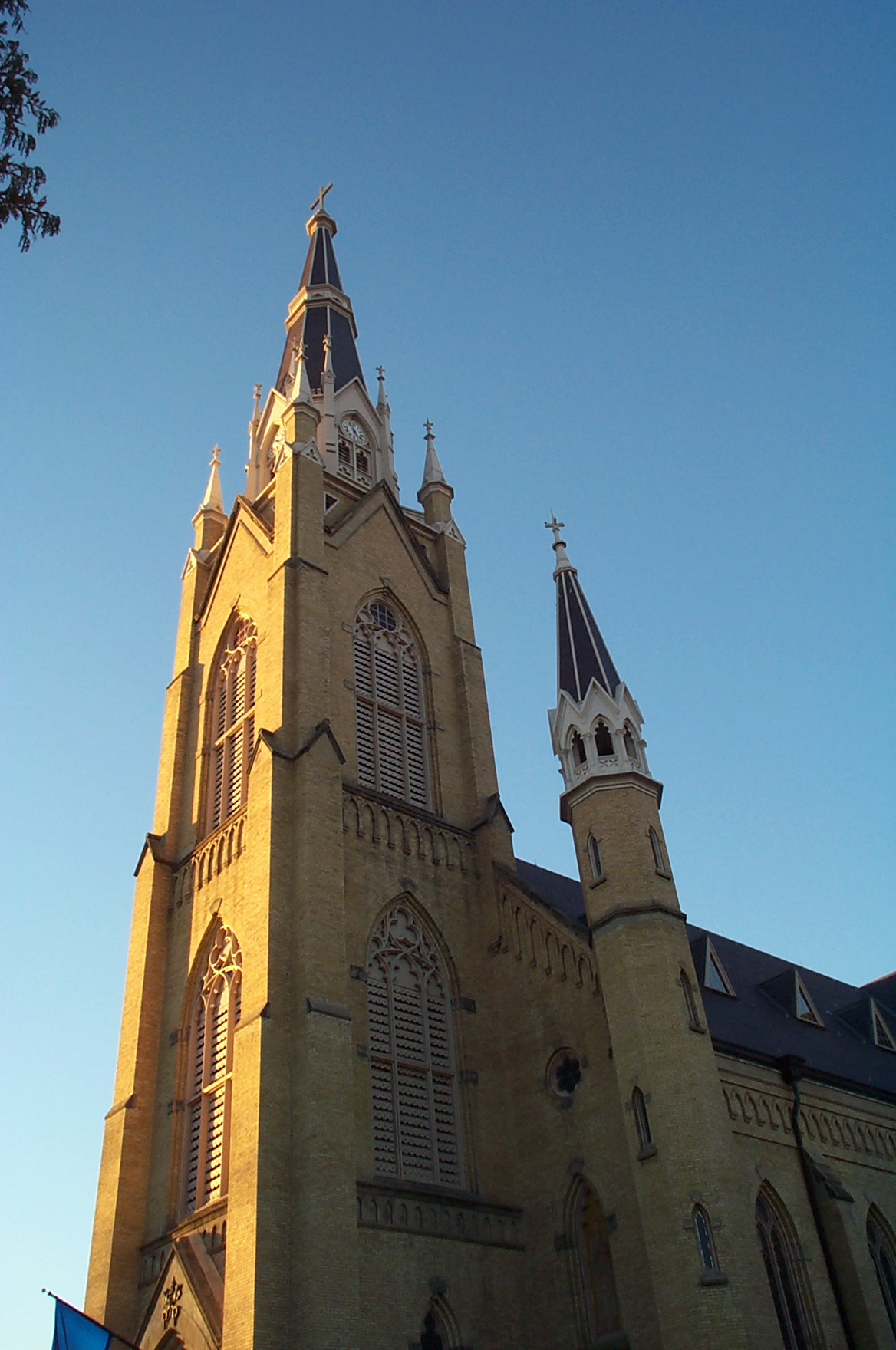
Herz-Jesu-Basilika, Kirche der Universität und der Heilig-Kreuz-Kongregation

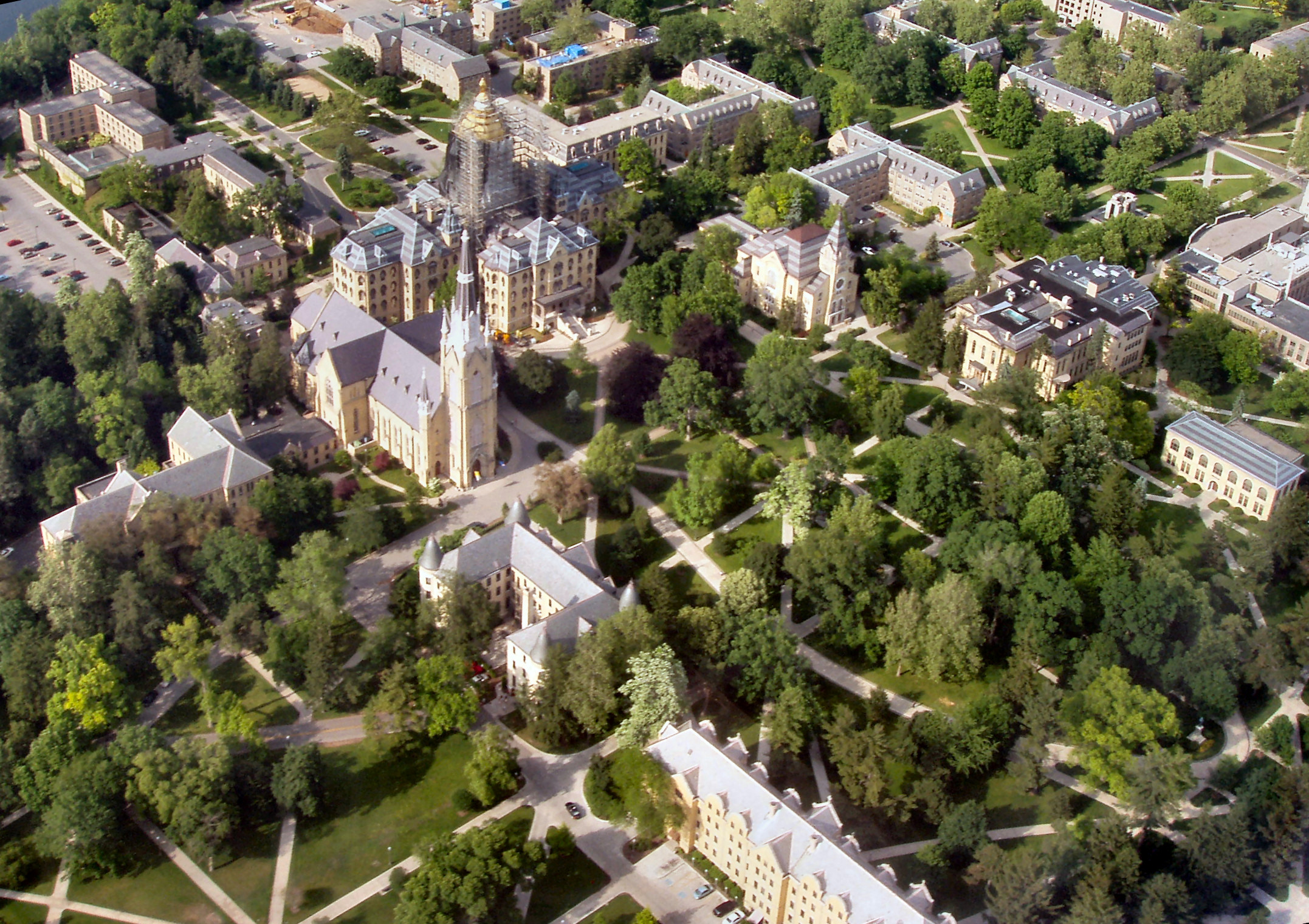
Hauptgebäude aus der Luft

Die University of Notre Dame du Lac ist eine katholische Privatuniversität im US-Bundesstaat Indiana. Sie wurde im Jahre 1842 von dem französischen Priester Edward Sorin gegründet. Sie zählt zu den amerikanischen Universitäten, die in der Forschung sehr aktiv sind (Einstufung als R1-Universität, d. h. very high research activity). Notre Dame ist als eine der besten Universitäten in den Vereinigten Staaten anerkannt, insbesondere für das grundständige Studium. In den Rankings steht Notre Dame mit anderen Elite-Universitäten wie Stanford, Yale, Northwestern und Duke in Wettbewerb.
Der Campus liegt im St. Joseph County bei South Bend. Die Universität wird von der Kongregation vom Heiligen Kreuz geführt. Wahrzeichen ist der Golden Dome, ein Kuppelbau mit vergoldetem Dach mit Statue der Maria, das Notre Dame Stadium, und die Basilica. Sie unterhält ein System von Bibliotheken, kulturellen Einrichtungen, künstlerischen und wissenschaftlichen Museen, einschließlich der Hesburgh Library und des Snite Museum of Art. Vier Fünftel der Bachelorstudenten der Universität leben auf dem Campus in einem der 33 Wohnheime, von denen jedes seine eigenen Traditionen, Vermächtnisse, Veranstaltungen und Sportteams hat. Die rund 134.000 Alumni der Universität gelten als eines der stärksten Alumni-Netzwerke in den USA.
Die Universität bietet über 50 einjährige Studienprogramme im Ausland und über 15 Sommerprogramme an. Das Graduiertenprogramm von Notre Dame umfasst mehr als 50 Master-, Doktor- und Berufsstudiengänge, die von den sechs Schulen angeboten werden, darunter die Notre Dame Law School und ein MD-PhD-Programm, das in Kombination mit der Indiana University School of Medicine angeboten wird.  Bekannt ist die University of Notre Dame auch für ihre School of Architecture, eine Architekturfakultät, die sich der Lehre der traditionellen bzw. vor-modernen Architektur und Stadtplanung verschrieben hat (u. a. im Sinne des New Urbanism). Sie vergibt alljährlich den renommierten Driehaus-Architektur-Preis.
Unter der Leitung von Theodore Hesburgh, der mit Martin Luther King befreundet war, wurde Notre Dame zu einem Zentrum für Menschenrechte in den USA. Bis 1972 waren nur Männer zugelassen. Das Wachstum von Notre Dame hat sich im 21. Jahrhundert fortgesetzt. Mit 13.8 Milliarden USD Stiftungsvermögen war sie 2019 unter den zehn reichsten Universitäten der USA; 2021 lag sie mit 18,07 Mrd. USD auf Platz 8 der reichsten Universitäten.
Bekannt ist auch die Bibliothek mit der Dante-Sammlung und die Zahm Hall zu Ehren von Reverend John Augustine Zahm.

## Geschichte

### Stiftungen
1842 bot der Bischof von Vincennes, Célestine Guynemer de la Hailandière, Edward Sorin von der Kongregation vom Heiligen Kreuz (lateinisch: Congregatio a Sancta Cruce) Land an, unter der Bedingung, dass er innerhalb von zwei Jahren ein College errichte. Sorin kam am 26. November 1842 mit acht Holy Cross-Brüdern aus Frankreich und Irland auf die Baustelle und begann die Schule mit Stephen Badins alter Blockkapelle. Nachdem sich erste Studenten eingeschrieben hatten, errichteten sie bald weitere Gebäude, darunter das Old College, die erste Kirche und das erste Hauptgebäude.
Die Aufgabe, die Rev. Sorin und seine Brüder vor sich hatten, war nicht einfach: Mit wenig Geld (etwa 370 Dollar) mussten sie sowohl den lokalen Potawatomi (da sie die Mission mit dem Land geerbt hatten) als auch den lokalen Weißen verwalten Katholiken (die in einem weitgehend protestantischen Gebiet eine unterrepräsentierte Minderheit waren) und fanden in zwei Jahren gleichzeitig ein College. Notre Dame begann als Grund- und weiterführende Schule; 1844 erhielt es seine offizielle College-Charta von der Indiana General Assembly. Gemäß der Charta wird die Schule offiziell als Universität Notre Dame du Lac (Universität Unserer Lieben Frau vom See) bezeichnet. Da die Universität ursprünglich ausschließlich aus Männern bestand, wurde das Saint Mary’s College nur für Frauen von den Schwestern des Heiligen Kreuzes in der Nähe von Notre Dame im Jahre 1854 gegründet. Weitere Studenten besuchten das College und die ersten Abschlüsse wurden 1849 verliehen. Zusätzlich wurde die Universität um neue Gebäude erweitert, die es mehr Studenten und Fakultäten ermöglichen, an der Universität zu leben, zu studieren und zu essen.

### Frühe Geschichte
Mit jedem neuen Präsidenten wurden neue akademische Programme angeboten und neue Gebäude gebaut, um sie aufzunehmen. Das ursprüngliche Hauptgebäude, das Sorin kurz nach seiner Ankunft errichtete, wurde 1865 durch ein größeres ersetzt, in dem die Verwaltung, die Klassenzimmer und die Schlafsäle der Universität untergebracht waren. Unter William Corbys erster Verwaltung stieg die Einschreibung bei Notre Dame auf mehr als 500 Studenten. 1869 eröffnete er die juristische Fakultät, die ein zweijähriges Studium anbot, und 1871 begann er mit dem Bau der Herz-Jesu-Kirche, der heutigen Herz-Jesu-Basilika, Notre Dame. Zwei Jahre später eröffnete Auguste Lemonnier eine Bibliothek im Hauptgebäude; bis 1879 hatte es 10.000 Bände erreicht.
Dieses Hauptgebäude und die Bibliothekssammlung wurden im April 1879 durch einen Brand zerstört. Die Schule wurde sofort geschlossen und die Schüler wurden nach Hause geschickt. Der Universitätsgründer Sorin und der damalige Präsident William Corby planten sofort den Wiederaufbau der Struktur, in der praktisch die gesamte Universität untergebracht war. Der Bau wurde am 17. Mai begonnen, und durch den unglaublichen Eifer der Administratoren und Arbeiter wurde das Gebäude vor dem Herbstsemester 1879 fertiggestellt. Die Bibliothekssammlung wurde ebenfalls umgebaut und blieb danach jahrelang im neuen Hauptgebäude untergebracht.

### Wachstum
Bis 1890 wurden einzelne Wohnheime für Studenten gebaut. William J. Hoynes war von 1883 bis 1919 Dekan der juristischen Fakultät, und als das neue Gebäude kurz nach seinem Tod eröffnet wurde, wurde es zu seinen Ehren umbenannt. John Zahm wurde der Holy Cross- Provinzial für die Vereinigten Staaten und mit der Gesamtaufsicht der Universität betraut. Er versuchte, Notre Dame zu modernisieren und zu erweitern, indem er Gebäude errichtete und die Kunstgalerie und Bibliothek des Campus erweiterte, eine berühmte Dante-Sammlung anhäufte und Notre Dame dazu drängte, eine wissenschaftliche Forschungsuniversität zu werden. Die Gemeinschaft verlängerte seine Amtszeit nicht aus Angst, er hätte Notre Dame zu schnell erweitert und den Orden in ernsthafte Schulden gesteckt.
Die Bewegung in Richtung einer Forschungsuniversität wurde später von John W. Cavanaugh unterstützt, der die Bildungsstandards modernisierte und viele Wissenschaftler auf den Campus lockte. Im Jahr 1917 verlieh Notre Dame seinen ersten Abschluss an eine Frau und seinen ersten Bachelor im Jahr 1922. Weibliche Studenten wurden jedoch erst 1972 üblich.
1919 wurde James A. Burns Präsident von Notre Dame; in den Fußstapfen von Cavanaugh brachte er in drei Jahren eine akademische Revolution hervor, die die Schule auf den nationalen Standard hob, indem er das Wahlsystem übernahm und sich von der traditionellen schulischen und klassischen Betonung der Universität entfernte. Im Gegensatz dazu zögerten die Jesuitenkollegs, Bastionen des akademischen Konservatismus, zu einem Wahlsystem überzugehen. Aus diesem Grund wurden ihre Absolventen von der Harvard Law School ausgeschlossen. Notre Dame wuchs im Laufe der Jahre weiter und fügte weitere Colleges, Programme und Sportteams hinzu.
Bis 1921, mit der Hinzufügung des College of Commerce, war Notre Dame von einem kleinen College zu einer Universität mit fünf Colleges und einer juristischen Fakultät gewachsen. Es wurde weiter ausgebaut und mit jedem nachfolgenden Präsidenten um neue Wohnheime und Gebäude erweitert. Bis 1925 war die Einschreibung auf 2.500 Studenten gestiegen; fast 1.500 von ihnen lebten auf dem Campus.
Eine der Hauptantriebskräfte für das Wachstum der Universität war ihre Football-Mannschaft, die Notre Dame Fighting Irish. Knute Rockne wurde 1918 Cheftrainer. Unter Rockne verzeichneten „die Iren“ einen Rekord von 105 Siegen, 12 Niederlagen und fünf Unentschieden. Während seiner 13 Jahre gewannen die Iren drei nationale Meisterschaften, hatten fünf ungeschlagene Spielzeiten, gewannen 1925 den Rose Bowl und produzierten Spieler wie George Gipp und die Four Horsemen. Knute Rockne hat den höchsten Gewinnanteil (.881) in der Geschichte der NCAA Division I / FBS. Rocknes Angriff verwendete die Notre Dame Box und seine Verteidigung lief ein 7-2-2-Schema. Das letzte Spiel, das Rockne trainierte, war am 14. Dezember 1930, als er eine Gruppe von Notre Dame-Allstars gegen die New York Giants in New York City anführte.
Der Erfolg von Notre Dame spiegelte den steigenden Status der Irischamerikaner und Katholiken in den 1920er Jahren wider. Katholiken versammelten sich um das Team und hörten sich die Spiele im Radio an, insbesondere als sie Teams aus Schulen besiegten, die das protestantische Establishment in Amerika symbolisierten – Harvard, Yale, Princeton und Army.
Seine Rolle als hochkarätige Flaggschiff-Institution des Katholizismus machte es zu einem leichten Ziel des Antikatholizismus. Die bemerkenswerteste Episode von Gewalt war ein Zusammenstoß zwischen Notre-Dame-Studenten und dem Ku Klux Klan (KKK), einer weißen suprematistischen und antikatholischen Bewegung im Jahr 1924. Nativismus und Antikatholizismus, insbesondere wenn sie sich gegen Einwanderer richteten, waren Eckpfeiler der KKK Rhetorik und Notre Dame wurde als Symbol für die Bedrohung durch die katholische Kirche angesehen. Der Klan entschied sich für einen einwöchigen Klavern in South Bend. Die Zusammenstöße mit der Studentenschaft begannen am 17. Mai, als Studenten, die sich der antikatholischen Feindseligkeit bewusst waren, die Klansmen daran hinderten, von ihren Zügen in der South Bend Station abzusteigen, und die KKK-Kleidung und Insignien zerrissen. Zwei Tage später versammelten sich Tausende von Studenten in der Innenstadt, um gegen die Klavern zu protestieren, und nur die Ankunft des College-Präsidenten Matthew Walsh verhinderte weitere Zusammenstöße. Am nächsten Tag sprach Rockne auf einer Kundgebung auf dem Campus und flehte die Studenten an, Walsh zu gehorchen und weitere Gewalt zu unterlassen. Einige Tage später löste sich der Klavern auf, aber die Feindseligkeit gegen die Studenten trug zum Untergang des KKK in Indiana bei.

### Expansion in den 1930er und 1940er Jahren
Charles L. O’Donnell (1928–1934) und John Francis O’Hara (1934–1939) haben sowohl die materielle als auch die akademische Expansion vorangetrieben. Während ihrer Amtszeit in Notre Dame brachten sie zahlreiche Flüchtlinge und Intellektuelle auf den Campus; wie W. B. Yeats, Frank H. Spearman, Jeremiah D. M. Ford, Irvin Abell und Josephine Brownson für die 1883 eingeführte Laetare-Medaille. O’Hara konzentrierte sich auch auf den Ausbau der Graduiertenschule.
Zu den Neubauten gehörten das Notre Dame Stadium, das Gebäude der juristischen Fakultät, das Rockne Memorial, zahlreiche Wohnheime, die Cushing Hall of Engineering und ein neues Heizwerk. Diese rasche Expansion, die die Universität mehr als 2,8 Millionen US-Dollar kostete, wurde zum großen Teil durch Footballeinnahmen ermöglicht. O’Hara war der festen Überzeugung, dass die kämpfende irische Footballmannschaft ein wirksames Mittel sein könnte, um „die Öffentlichkeit mit den Idealen vertraut zu machen, die Notre Dame dominieren“. Er schrieb: „Notre Dame Fußball ist ein spiritueller Dienst, weil er zur Ehre und Ehre Gottes und seiner Gottesmutter gespielt wird. Als der heilige Paulus sagte: 'Ob Sie essen oder trinken oder was auch immer Sie tun, tun Sie alles für die Herrlichkeit Gottes, schloss er Football ein.“
John J. Cavanaugh war von 1946 bis 1952 Präsident. Er widmete seine Bemühungen der Erhöhung des akademischen Standards und der Umgestaltung der Universitätsverwaltung, um ihrer erweiterten Bildungsmission und einer erweiterten Studentenschaft besser gerecht zu werden. Er betonte auch fortgeschrittene Studien und Forschungen, während er die Studentenbevölkerung der Universität vervierfachte, wobei die Zahl der Studenten? um mehr als die Hälfte zunahm und sich die Zahl der Studenten? um das Fünffache erhöhte. Cavanaugh gründete auch das Lobund Institute for Animal Studies und das Notre Dame's Medieval Institute. Cavanaugh leitete auch den Bau der Nieuwland Science Hall, der Fisher Hall und des Morris Inn sowie der Hall of Liberal Arts (jetzt O’Shaughnessy Hall), die zu dieser Zeit durch eine Spende von I.A. O’Shaughnessy ermöglicht wurde die größte, die jemals an einer amerikanischen katholischen Universität gemacht wurde. Er richtete auch das Beiratsystem der Universität ein.

### Hesburgh-Ära: 1952–1987
Theodore Hesburgh war 35 Jahre lang Präsident (1952–1987) und unter seiner Präsidentschaft erlebte Notre Dame ein enormes Wachstum und einen enormen Wandel von einer Schule, die vor allem für ihren Football bekannt ist, zu einer erstklassigen Universität, einem akademischen Kraftpaket und einer herausragenden katholischen Universität. In dieser Zeit stieg das jährliche Betriebsbudget um den Faktor 18 von 9,7 Mio. USD auf 176,6 Mio. USD, die Dotierung um den Faktor 40 von 9 Mio. USD auf 350 Mio. USD und die Forschungsfinanzierung um den Faktor 20 von 735.000 USD auf 15 Mio. USD. Die Einschreibung hat sich von 4.979 auf 9.600 fast verdoppelt, die Fakultät von 389 auf 950 mehr als verdoppelt und die jährlich verliehenen Abschlüsse von 1.212 auf 2.500 verdoppelt.
Hesburgh machte Notre Dame auch koedukativ. Frauen hatten seit 1917 jedes Jahr ihren Abschluss gemacht, aber es waren hauptsächlich Ordensschwestern in Abschlussprogrammen. Mitte der 1960er Jahre entwickelten Notre Dame und das Saint Mary’s College ein gemeinsames Austauschprogramm, bei dem mehrere hundert Studenten Kurse besuchten, die an ihrer Heimathochschule nicht angeboten wurden. Diese Vereinbarung fügte Frauen auf einem Campus hinzu, auf dem bereits einige Frauen in den Graduiertenschulen waren. Nach ausführlichen Debatten wurde die Fusion mit St. Mary’s abgelehnt, vor allem wegen der unterschiedlichen Qualifikationen und Gehaltsstufen der Fakultäten. "In der amerikanischen College-Ausbildung", erklärte Charles E. Sheedy, Dekan für Kunst und Literatur bei Notre Dame, "werden bestimmte Merkmale, die früher als vorteilhaft und beneidenswert angesehen wurden, jetzt als anachronistisch und fehl am Platz angesehen. ... In diesem Umfeld der Vielfalt ist die Integration "der Geschlechter ein normaler und erwarteter Aspekt, der den Separatismus ersetzt. " Thomas Blantz, Notre Dame's Vizepräsident für Studentenangelegenheiten, fügte hinzu, dass die Koedukation "einen ganz anderen Pool sehr kluger Studenten eröffnete". Zwei der Wohnheime wurden im ersten Jahr für die neu aufgenommenen Studentinnen umgebaut, zwei weitere konvertierten im nächsten Schuljahr. 1971 wurde Mary Ann Proctor, eine Versetzung von St. Mary’s, die erste Studentin. Im folgenden Jahr schloss Mary Davey Bliley als erste Frau die Universität mit einem Bachelor-Abschluss in Marketing ab.
1978 wurde ein historisches Viertel mit 21 beitragenden Gebäuden in das National Register of Historic Places aufgenommen.

### Jüngste Geschichte
In den 18 Jahren, in denen Edward Malloy Präsident war, wuchsen der Ruf, die Fakultät und die Ressourcen der Schule schnell. Er fügte mehr als 500 Professoren hinzu und die akademische Qualität der Studentenschaft verbesserte sich dramatisch, wobei der durchschnittliche SAT-Wert von 1240 auf 1460 stieg. Die Zahl der Minderheitenstudenten hat sich mehr als verdoppelt, die Dotierung stieg von 350 Millionen Dollar auf über 3 Milliarden Dollar. Das jährliche Betriebsbudget stieg von 177 Mio. USD auf über 650 Mio. USD, und die jährliche Forschungsfinanzierung verbesserte sich von 15 Mio. USD auf über 70 Mio. USD.
Die Kapitalkampagne von Notre Dame 2014 brachte 2,014 Milliarden US-Dollar ein und übertraf damit ihr Ziel von 767 Millionen US-Dollar bei weitem. Es war das größte in der Geschichte der katholischen Hochschulbildung und die größte aller Universitäten ohne medizinische Fakultät zu dieser Zeit.
Der Rev. John I. Jenkins folgte auf Malloy im Jahr 2005. In seiner Antrittsrede beschrieb Jenkins seine Ziele, die Universität zu einem führenden Forschungsunternehmen zu machen, das Ethik anerkennt und die Verbindung zwischen Glauben und Studium herstellt. Während seiner Amtszeit hat Notre Dame seine Ausstattung erhöht, seine Studentenschaft erweitert und zahlreiche Bauprojekte auf dem Campus durchgeführt, darunter die Compton Family Ice Arena, ein neues Architekturhaus, zusätzliche Wohnheime und die Campus Crossroads, eine Erweiterung und Erweiterung um 400 Millionen US-Dollar des Notre-Dame-Stadions.

## Rankings
Die Universität zählt regelmäßig zu den Top-20-Universitäten der USA (so auch die Rankings von U.S. News and World Report, Forbes und USA Today). Der Philosophical Gourmet Report (2014–2015) bewertet die University of Notre Dame du Lac als beste Universität in den Fächern Religionsphilosophie, Philosophie des Mittelalters und Philosophie der Mathematik in der gesamten englischsprachigen Welt. Neben Philosophie und Theologie ist Notre Dame auch besonders bekannt für das Mendoza College of Business. In den Jahren 2010, 2011 und 2012, führte das Mendoza College of Business das jährliche Ranking der Bloomberg Businessweek unter den „Best Undergraduate Business Schools“ an. Für das Jahr 2020 belegte Notre Dame den 11. Platz für die Undergraduate Ausbildung, den 24. Platz für die Schule mit dem besten Preis-Leistungs-Verhältnis und den 15. Platz unter den „nationalen Universitäten“ in den USA im Best Colleges-Bericht von U.S. News & World Report.

## Finanzierung, Vermögensverwaltung
Die Stiftung von Notre Dame wurde in den frühen 1920er Jahren von Universitätspräsident James Burns gegründet. Bis 1952, als Hesburgh Präsident wurde, wuchs sie auf 7 Millionen US-Dollar. In den 1980er Jahren erreichte sie 150 Millionen US-Dollar, und im Jahr 2000 erzielte sie eine Rendite von 57,9 Prozent auf ihre Investitionen, was nach Angaben der Universität ein Rekord für jede amerikanische Universität in einem einzigen Jahr ist. Für das Geschäftsjahr 2012 war die Stiftung auf rund 6,3 Milliarden US-Dollar angewachsen, womit sie zu den 15 größten der USA gehörte. Im Jahr 2019 meldete die Universität ein Stiftungsvermögen von 13,8 Milliarden US-Dollar. Die Ausschüttungen für das Geschäftsjahr 2019 aus der Stiftung beliefen sich auf 426 Millionen US-Dollar, wobei der größte Ausgabenbereich – fast ein Drittel der Gesamtsumme – für die finanzielle Unterstützung von Studenten verwendet wurde. Der Vermögenswert, der 2020 mit 11,96 Mrd. US-Dollar angegeben wurde, wuchs bis 2021 um 51,1 % auf 18,07  Mrd. US-Dollar.

## Campus
Der Campus von Notre Dame befindet sich in Notre Dame, Indiana, einem Gemeindefreien Gebiet in der Region Michiana im Norden von Indiana, nördlich von South Bend und 6,4 km von der Staatsgrenze von Michigan entfernt. Die Entwicklung des Campus begann im Frühjahr 1843, als Sorin und einige Mitglieder seiner Gemeinde das Old College errichteten, das als Residenz, Bäckerei und Klassenzimmer diente. Ein Jahr später, nachdem ein Architekt eingetroffen war, wurde das erste Hauptgebäude gebaut und in den folgenden Jahrzehnten die Universität erweitert.
Der Campus von Notre Dame wird als eines der schönsten Universitätsgelände in den Vereinigten Staaten und auf der ganzen Welt eingestuft und bewundert. Dies macht Notre Dame zu einer großen Touristenattraktion im Norden von Indiana. Im akademischen Jahr 2015–2016 besuchten mehr als 1,8 Millionen Besucher den Campus. Der Großteil der Gebäude am Campus wurde in der typisch neu-gotischen College-Architektur errichtet. Das ca. 5 Quadratkilometer große Universitätsgelände wird im Nordwesten von dem „Saint-Marys“ und dem „Saint-Joseph“ Weiher und im Süden von der „Eddy Street Commons“-Einkaufsstraße abgegrenzt. Insgesamt befinden sich 206 Gebäude auf dem Campus. Der Campus wird insgesamt in 7 „quads“ oder Kolleghöfe unterteilt, wobei der „main quad“ mit dem Hauptgebäude mit der charakteristisch vergoldeten Kuppel sowie der Herz-Jesu-Basilika das administrative und geistliche Zentrum der Universität darstellt.
Es befinden sich 33 gleichgeschlechtliche Wohnheime am Campus, die durchschnittlich 220 Studenten beherbergen. Jede dieser „residence halls“ verfügt über eine eigene Kapelle und ein kleines Fitnessstudio. Da an Notre Dame keine Studentenverbindungen zugelassen sind, bieten die Wohnheime eine sehr enge Gemeinschaft. Seit Anfang des Studienjahrs 2018 sind ND-Studenten verpflichtet, mindestens drei der vier Jahre direkt am Campus in einer „residence hall“ zu wohnen.
Der Campus wird über ein eigenes Erdgas-Kraftwerk autark mit Strom und Wärme versorgt. Außerdem verfügt der Campus über eigene Polizei- und Feuerwehr-Stationen, sowie andere wichtige Dienstleister, wie zum Beispiel ein US-Postamt. Neben den zwei großen Cafeterias („North-“ und „South Dining Hall“) gibt es 26 weitere Speisemöglichkeiten.

## Bibliothek
Das Bibliothekssystem der Universität ist zwischen der Hauptbibliothek, der 14-stöckigen Theodore M. Hesburgh Library, und Fachbibliotheken aufgeteilt. Unter anderem, umfasst das Bibliothekssystem Fachbibliotheken für Architektur, Chemie und Physik, Ingenieurwesen, Recht, und Mathematik. Mit über 3 Millionen Büchern zählt die Hesburgh Library zu den 100 größten Bibliotheken der USA.

## Persönlichkeiten

### Professoren
- Robert Audi (* 1941), Philosoph
- Rüdiger Bachmann (* 1974), deutsch-amerikanischer Wirtschaftswissenschaftler
- Amy Coney Barrett (* 1972), Professorin für Recht, US-Bundesrichterin und Richterin am Obersten Gerichtshof der Vereinigten Staaten
- Brian Daley (* 1940), Theologe und Ratzingerpreisträger
- Patrick J. Deneen (* 1964), amerikanischer Politologe und Bestseller-Autor
- Astrik L. Gabriel (1907–2005), Mittelalterhistoriker
- William N. Evans, Wirtschaftswissenschaftler[98]
- Margot Fassler, Musikologin
- Waldemar Gurian (1902–1954), Politikwissenschaftler
- Brad S. Gregory (* 1963), Reformationshistoriker
- Kevin Hart (* 1954), Philosoph und Literat, 2002–2007
- Stanley Hauerwas (* 1940), evangelisch-methodistischer Theologe und Ethiker 1970–1983
- Rev. Theodore Hesburgh (1917–2015), CSC – ehemaliger Präsident der University of Notre Dame, Mann mit den meisten Ehrendoktoren der Welt
- Vittorio Hösle (* 1960), Professor der Philosophie, Vertreter des Objektiven Idealismus
- Ulrich L. Lehner (* 1976), Professor für Theologie, Historiker
- Peter van Inwagen (* 1942), Philosoph, Schwerpunkt Ontologie
- Nikolaus Lobkowicz (1931–2019), Philosoph, 1960–1967
- Donald Kommers (1932–2018), Politologe mit Schwerpunkt Deutschland[99]
- John Paul Lederach (* 1955), Professor für International Peacebuilding
- Jacques Maritain (1882–1973), Gastprofessor[100]
- Sabine McCormack (1941–2012), Historikerin
- Alasdair MacIntyre (1929–2025), Philosophieprofessor mit Schwerpunkt Tugendethik 1988–2010
- Ralph McInerny (1929–2010), Philosoph und Romanschriftsteller
- John Meier (* 1942), bedeutendster Exeget des historischen Jesus
- Juan Méndez (* 1944), UN-Sonderbeauftragter für Folter
- Darcia Narvaez (* 1952), Psychologin und Anthropologin[101][102]
- Mark Noll (* 1946), Professor für Kirchengeschichte, emeritus
- Alvin Plantinga (* 1932), Professor für Religionsphilosophie 1982–2010
- Elisabeth Schüssler Fiorenza (* 1938), feministische Theologin 1970–1984
- John Howard Yoder (1927–1997), evangelisch-mennonitischer Theologieprofessor und Pazifist 1984–1997
- Christopher Shields (* 1958), Philosophiehistoriker
- John Augustine Zahm (1851–1921), Wissenschaftler, Theologe, Entdecker, Autor, Doktor der Philosophie von Papst Leo XIII. verliehen, ließ viele Gebäude der Universität errichten und kaufte die berühmte Dante-Sammlung zusammen.
- Sebastian Treese (* 1977), Architekt, Preisträger des Driehaus-Architektur-Preises 2021

### Absolventen

#### Wissenschaft
- Thomas Flanagan (* 1944) – Politikwissenschaftler
- William M. Fowler (* 1944) – Historiker
- James Massey (1934–2013) – Informationstheoretiker, Kryptograph
- Holly Michael, Hydrogeologin
- Charles Misner (1932–2023) – Theoretischer Physiker
- William Mitsch (* 1947) – Ökologe
- H. Frederik Nijhout (* 1947) – Biologe
- Julius Nieuwland (1878–1936) – Botaniker, Chemiker, Erfinder von Neopren
- Chet Raymo (* 1936) – Physiker, Autor
- Saskia Sassen (* 1947) – Soziologin, Wirtschaftswissenschaftlerin
- Hubert Schlafly (1919–2011) – Elektroingenieur, Miterfinder des Teleprompters
- Tad Schmaltz (* 1960) – Philosoph
- John J. Shea (1924–2015) – Mediziner
- Joseph Skelly, Historiker
- Nancy Snow, Philosophin
- Richard William Timm (1923–2020) – Zoologe, Entdecker einer Vielzahl von Fadenwürmern
- Eric Wieschaus (* 1947) – Nobelpreis Physiologie/Medizin 1995, Embryonalforschung
- John Augustine Zahm (1851–1921) – Biologe

#### Kunst und Medien
- Tony Bill (* 1940) – Regisseur, Filmproduzent, Schauspieler
- Thom Browne (* 1965) – Modedesigner
- Mark Consuelos (* 1971) – Schauspieler
- Phil Donahue (1935–2024) – Moderator von The Phil Donahue Show
- Rebecca Hazelton (* 1978) – Dichterin und Anglistin
- Brian Kelly (1931–2005) – Schauspieler
- Ted Leo (* 1970) – Musiker
- William Mapother (* 1965) – Schauspieler
- Stephen McFeely (* 1969) – Drehbuchautor
- Andrew Napolitano (* 1950) – Rechtsexperte beim Fox News Channel
- Regis Philbin (1931–2020) – Fernsehmoderator
- Richard Riehle (* 1948) – Schauspieler
- John Walker (* 1956) – Filmproduzent, Synchronsprecher, Drehbuchautor
- George Wendt (1948–2025) – Schauspieler (ohne Abschluss)
- Nicholas Sparks (* 1965) – Autor
- Nikole Hannah-Jones (* 1976) – Journalistin und Pulitzer-Preisträgerin
- John A. Schneider (1926–2019) – Präsident von CBS
- W. Eugene Smith (1918–1978) – Fotograf
- Jason Zimbler (* 1977) – Schauspieler, Theaterregisseur

#### Wirtschaft
- Edward DeBartolo Sr. (1909–1994) – Immobilienunternehmer
- William J. DeLaney, CEO von Sysco
- Bob Galvin (1922–2011) – CEO von Motorola
- Daniel Hesse (* 1953) – CEO der Sprint Corporation
- Andrew McKenna (* 1929) – Vorsitzender von McDonald’s
- Brian Moynihan (* 1959) – Vorsitzender der Bank of America

#### Politik und Regierung
- William Allain (1928–2013) – Gouverneur von Mississippi
- Bruce Babbitt (* 1938) – Gouverneur von Arizona und US-Innenminister
- Pete Buttigieg (* 1982) – Bürgermeister von South Bend, Präsidentschaftskandidat 2020
- Vicente T. Blaz (1928–2014) – Delegierter von Guam im US-Repräsentantenhaus
- Brendan Boyle (* 1977) – Mitglied des Repräsentantenhauses von Pennsylvania und des US-Repräsentantenhaus für Pennsylvania
- Adolfo Calero (1931–2012) – Führer der nicaraguanischen Rebellengruppe Fuerza Democrática Nicaragüense, Teil der Contras
- Edward Peter Carville (1885–1956) – Gouverneur von und Senator für Nevada
- Jeffrey Chiesa (* 1965) – Senator für New Jersey
- Warren Davidson (* 1970) – Mitglied des US-Repräsentantenhaus für Ohio
- Joe Donnelly (* 1955) – Senator für Indiana
- José Napoleón Duarte (1925–1990) – Präsident von El Salvador
- Mike Ferguson (* 1970) – Mitglied des US-Repräsentantenhauses für New Jersey
- Joseph Gaydos (1926–2015) – Mitglied des Senats von Pennsylvania und des US-Repräsentantenhauses
- John J. Gilligan (1921–2013) – Mitglied des US-Repräsentantenhauses für und Gouverneur von Ohio
- Abraham González (1864–1913) – Gouverneur von Chihuahua
- William J. Granfield (1889–1959) – Mitglied des Repräsentantenhauses von Massachusetts und des US-Repräsentantenhauses für Massachusetts
- Alexander Haig (ohne Abschluss) (1924–2010) – Secretary of State (US-Außenminister)
- John Hall (* 1948) – Politiker (US-Repräsentantenhaus), ohne Abschluss
- Greg Holbrock (1906–1992) – Mitglied des US-Repräsentantenhauses für Ohio
- Thomas Lee Judge (1934–2006) – Mitglied des Repräsentantenhauses und Senats und Gouverneur und Vizegouverneur von Montana
- Harry Kelly (1895–1971) – Gouverneur von Michigan
- Mike Kelly (* 1948) – Mitglied des US-Repräsentantenhauses für Pennsylvania
- Joe Kernan (1946–2020) – Gouverneur von Indiana
- Peter T. King (* 1944) – Mitglied des US-Repräsentantenhauses für New York
- Daniel Lungren (* 1946) – Mitglied des US-Repräsentantenhauses für Kalifornien
- David O’Brien Martin (1944–2012) – Mitglied des US-Repräsentantenhauses für New York
- Joseph M. McDade (1931–2017) – Mitglied des US-Repräsentantenhauses für Pennsylvania
- Bob McDonnell (* 1954) – Mitglied des Abgeordnetenhauses von Virginia und Gouverneur von Virginia
- John S. McKiernan (1911–1997) – Vizegouverneur und Gouverneur von Rhode Island
- William E. Miller (1914–1983) – Mitglied des US-Repräsentantenhauses für New York und Vizepräsidentschaftskandidat der Republikanischen Partei 1964
- Ernesto Pérez Balladares (* 1946) – Präsident von Panama
- John Ratcliffe (* 1965) – Mitglied des US-Repräsentantenhauses für Texas und Director of National Intelligence
- Condoleezza Rice (* 1954) – US-Außenministerin und Nationale Sicherheitsberaterin
- Timothy J. Roemer (* 1956) – Mitglied des US-Repräsentantenhauses für Indiana und Botschafter der USA in Indien
- Pedro Rosselló (* 1944) – Gouverneur von Puerto Rico und Mitglied des Senats von Puerto Rico
- Nicholas J. Sinnott (1870–1929) – Mitglied des Senats von Oregon, des US-Repräsentantenhauses für Oregon und Bundesrichter
- Mark Souder (1950–2022) – Mitglied des US-Repräsentantenhauses für Indiana
- Pete Visclosky (* 1949) – Mitglied des US-Repräsentantenhauses für Indiana

#### Militär
- Joseph A. Ahearn (1936–2018) – Generalmajor der US-amerikanischen Luftwaffe
- Mark Balmert, Konteradmiral der US-amerikanischen Marine
- Daniel Gard (* 1954) – Konteradmiral der US-amerikanischen Marine
- John Henebry (1918–2007) – Generalmajor der US-amerikanischen Luftwaffe
- Charles E. Tucker, Generalmajor der US-amerikanischen Luftwaffe

#### Recht
- Amy Coney Barrett (* 1972) – US-Bundesrichterin und Richterin am Obersten Gerichtshof der Vereinigten Staaten
- G. Robert Blakey (* 1936) – Professor für Recht an der University of Notre Dame und der Cornell University
- John Henry Merryman (1920–2015) – Rechtswissenschaftler und Doyen des US-amerikanischen Kunstrechtes
- Charles Fahy (1892–1979) – United States Solicitor General und Bundesrichter
- Mbuyiseli Madlanga (* 1962) – Richter des Verfassungsgerichts der Republik Südafrika
- Thomas Sneddon (1941–2014) – Bezirksstaatsanwalt des Santa Barbara County

#### Religion
- William Donald Borders (1913–2010) – Erzbischof von Baltimore, Bischof von Orlando
- Joan Chittister (* 1936) – benediktinische Ordensschwester, Friedensaktivistin
- Kelvin Felix (1933–2024) – Kardinal, Erzbischof von Castries
- Kilian Kaspar Flasch (1831–1891) – Bischof von La Crosse
- Theotonius Amal Ganguly (1920–1977) – Erzbischof von Dhaka
- G. Simon Harak (* 1948) – Professor für Theologie an der Marquette University, Friedensaktivist
- John Francis O’Hara (1888–1960) – Kardinal, Erzbischof von Philadelphia

#### Sport
- Angela Akers (* 1976) – Volleyballspielerin
- Heartley Anderson (1898–1978) – Footballspieler
- Jerome Bettis (* 1972) – Footballspieler
- Anders Bjork (* 1996) – Eishockeyspieler
- Tim Brown (* 1966) – Footballspieler
- Dave Casper (* 1951) – Footballspieler
- Ian Cole (* 1989) – Eishockeyspieler
- Pat Connaughton (* 1993) – Basketballspieler
- Jim Crowley (1902–1986) – Footballspieler
- Michael Crowley, Präsident der Baseballmannschaft Oakland Athletics
- Edward DeBartolo Jr. (* 1946) – Besitzer der American-Football-Mannschaft San Francisco 49ers
- Ben Hansbrough (* 1987) – Basketballspieler
- Leon Hart (1928–2002) – Footballspieler
- Vinnie Hinostroza (* 1994) – Eishockeyspieler
- Paul Hornung (1935–2020) – Footballspieler
- Stephen Johns (* 1992) – Eishockeyspieler
- Moose Krause (1913–1992) – Basketballspieler
- Bill Laimbeer (* 1957) – Basketballspieler und -trainer
- Curly Lambeau (1898–1965) – Footballspieler
- Daryle Lamonica (1941–2022) – Footballspieler
- Elmer Layden (1903–1973) – Footballspieler
- Anders Lee (* 1990) – Eishockeyspieler
- Kate Markgraf (* 1976) – Fußballspielerin
- Ray Meyer (1913–2006) – Basketballtrainer
- Don Miller (1902–1979) – Footballspieler, Jurist
- Wayne Millner (1913–1976) – Footballspieler
- Rick Mirer (* 1970) – Footballspieler
- Joe Montana (* 1956) – Footballspieler
- Troy Murphy (* 1980) – Basketballspieler
- Quenton Nelson (* 1996) – Footballspieler
- Arike Ogunbowale (* 1997) – Basketballspielerin
- Alan Page (* 1945) – Footballspieler, Jurist
- Kyle Palmieri (* 1991), Eishockeyspieler
- Cal Petersen (* 1994) – Eishockeyspieler
- Dave Poulin (* 1958) – Eishockeyspieler
- Brady Quinn – Footballspieler
- Theo Riddick (* 1991) – Footballspieler
- Knute Rockne (1888–1931) – Footballtrainer
- Kyle Rudolph (* 1989) – Footballspieler
- Bryan Rust (* 1992) – Eishockeyspieler
- Molly Seidel (* 1994), Langstreckenläuferin
- Riley Sheahan (* 1991) – kanadischer Eishockeyspieler
- Hunter Smith (* 1977) – Footballspieler
- Equanimeous St. Brown (* 1996) – Footballspieler
- Harry Stuhldreher (1901–1965) – Footballspieler
- Golden Tate (* 1988) – Footballspieler
- Manti Te'o (* 1991) – Footballspieler
- Charlie Weis (* 1956) – Footballtrainer
- Carl Yastrzemski (* 1939) – Baseballspieler
- Jed York (* 1980) – CEO der American-Football-Mannschaft San Francisco 49ers
- John York (* 1949) – Besitzer und Vorsitzender der American-Football-Mannschaft San Francisco 49ers

## Sport
Die American-Football-Mannschaft der Universität – die Notre Dame Fighting Irish – genießt in den USA aufgrund ihrer erfolgreichen Vergangenheit Kultstatus. Mit elf Meistertiteln sind die Irish eine der erfolgreichsten Football-Mannschaften im College-Football. Traditionell kleidet sich das Team in Navy-Blau und Gold: Goldener Helm ohne jegliche Verzierung, Navy-blaues Jersey mit weißen Nummern und goldfarbene Hosen.
Die Football-Abteilung der Universität gestaltet als Unabhängige in der NCAA ihren Spielplan (und Fernseh-Vertrag) selber, während die anderen Sportarten (Basketball, Fußball etc.) der Atlantic Coast Conference angeschlossen sind. Außerdem ist Notre Dame die einzige Universität, die einen eigenen TV-Vertrag für die nationale Übertragung ihrer Heimspiele abgeschlossen hat.

### Geschichte
Die weit über 100-jährige Geschichte der Irish ist mit insgesamt 811 Siegen (74,4 % Erfolgsquote) eine der erfolgreichsten im College Football überhaupt, hinter den Michigan Wolverines (842 mit 74,6 %), gegen die sie am 23. November 1887 ihr allererstes Spiel verloren.
Das Team wurde schon in den 1920er Jahren berühmt, als es aus 88 Prozent der Spiele siegreich hervorging und die Mannschaft mit den vier Spielern, die als die Four Horsemen of Notre Dame bekannt wurden, in der Saison 1924/1925 die nationale Meisterschaft gewann. Im Jahr 1930 wurde die Geschichte der Mannschaft erstmals verfilmt. Dabei kam der ehemalige Starspieler und Trainer Knute Rockne, der die Dreharbeiten besuchen wollte, bei einem Flugzeugabsturz ums Leben. 1940 entstand daraufhin der Hollywood-Film Knute Rockne, All American. All American steht dabei für das alljährlich von Sportjournalisten gewählte All-Star-Team der College-Football-Mannschaften. Neben vier Spielern, die als vier apokalyptische Reiter bekannt wurden, spielte darin der schon 1920 an Lungenentzündung verstorbene George Gipp (im Film gespielt von Ronald Reagan) eine wesentliche Rolle. Dessen letzten Worte „Win one for the Gipper“ wurden in entscheidenden Spielsituationen als Motivation zitiert. Reagan behielt nach dieser Rolle den Spitznamen „Gipper“ bei und ließ sich in seiner späteren politischen Karriere mit dem Slogan zitieren.

### Bekannte Spieler
Sieben Heisman-Trophy-Gewinner wurden hervorgebracht, und zudem spätere NFL-Stars wie Joe Theismann, Daryle Lamonica, Rick Mirer, Ricky Watters, Jerome Bettis, Ron Powlus und Joe Montana. In den letzten 20 Jahren gewannen folgende Spieler wichtige nationale Auszeichnungen: Vince Lombardi Award: Aaron Taylor (1993) und Chris Zorich (1990); Walter Camp Award: Raghib „The Rocket“ Ismail (1990); Johny Unitas Golden Arm Award: Brady Quinn (2006) und Tony Rice (1989); Heisman Trophy: Tim Brown (1989). Die früheren Heisman Trophy Gewinner waren: John Huarte (1964), Paul Hornung (1956), Johnny Lattner (1953), Leon Hart (1949), Johnny Lujack (1947) und Angelo Bertelli (1943). Zahlreiche Spieler wie Paul Hornung, Harry Stuhldreher, Elmer Layden oder Joe Theismann sind Mitglied in der College Football Hall of Fame, oder wie Joe Montana, George Connor und Tim Brown Mitglied in der Pro Football Hall of Fame.

### Bekannte Coaches
- Knute Rockne (1918–1930)
- Hunk Anderson (1931–1933)
- Frank Leahy (1941–1953)
- Ara Parseghian (1964–1974)
- Lou Holtz (1986–1996)
- Charlie Weis (2005–2009)
- Brian Kelly (2010–2021)
- Marcus Freeman (seit 2021)

### Stadion

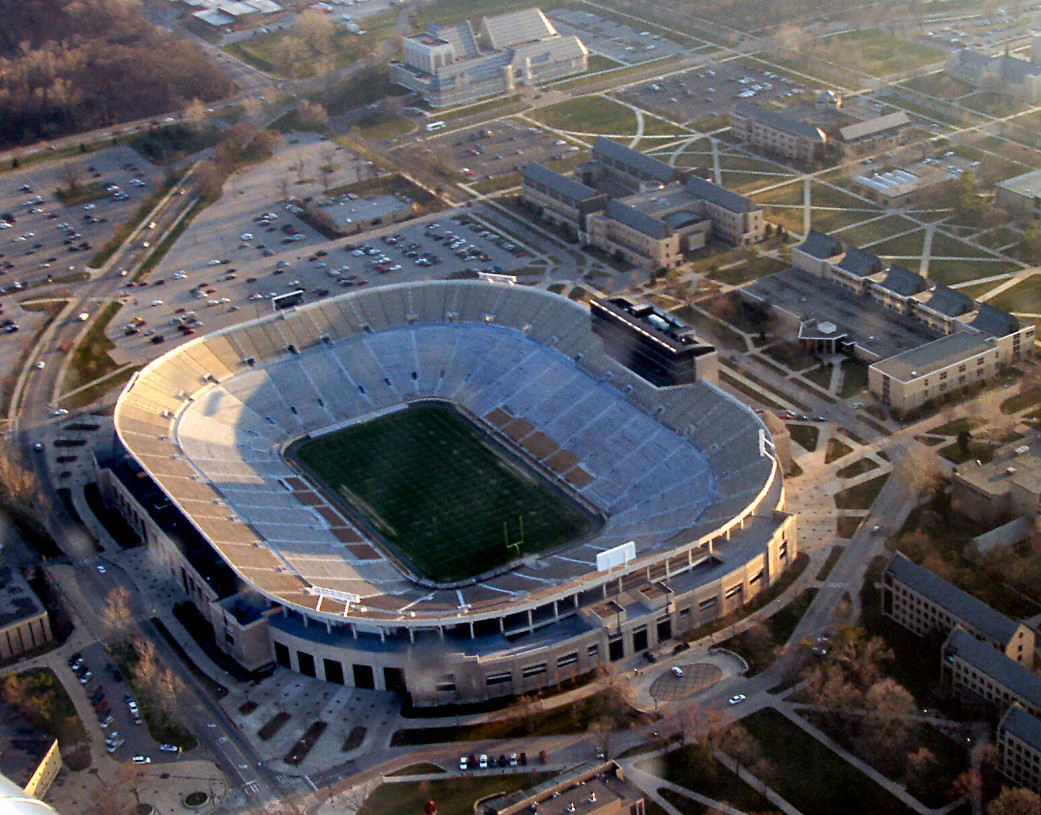
Footballstadion der University of Notre Dame

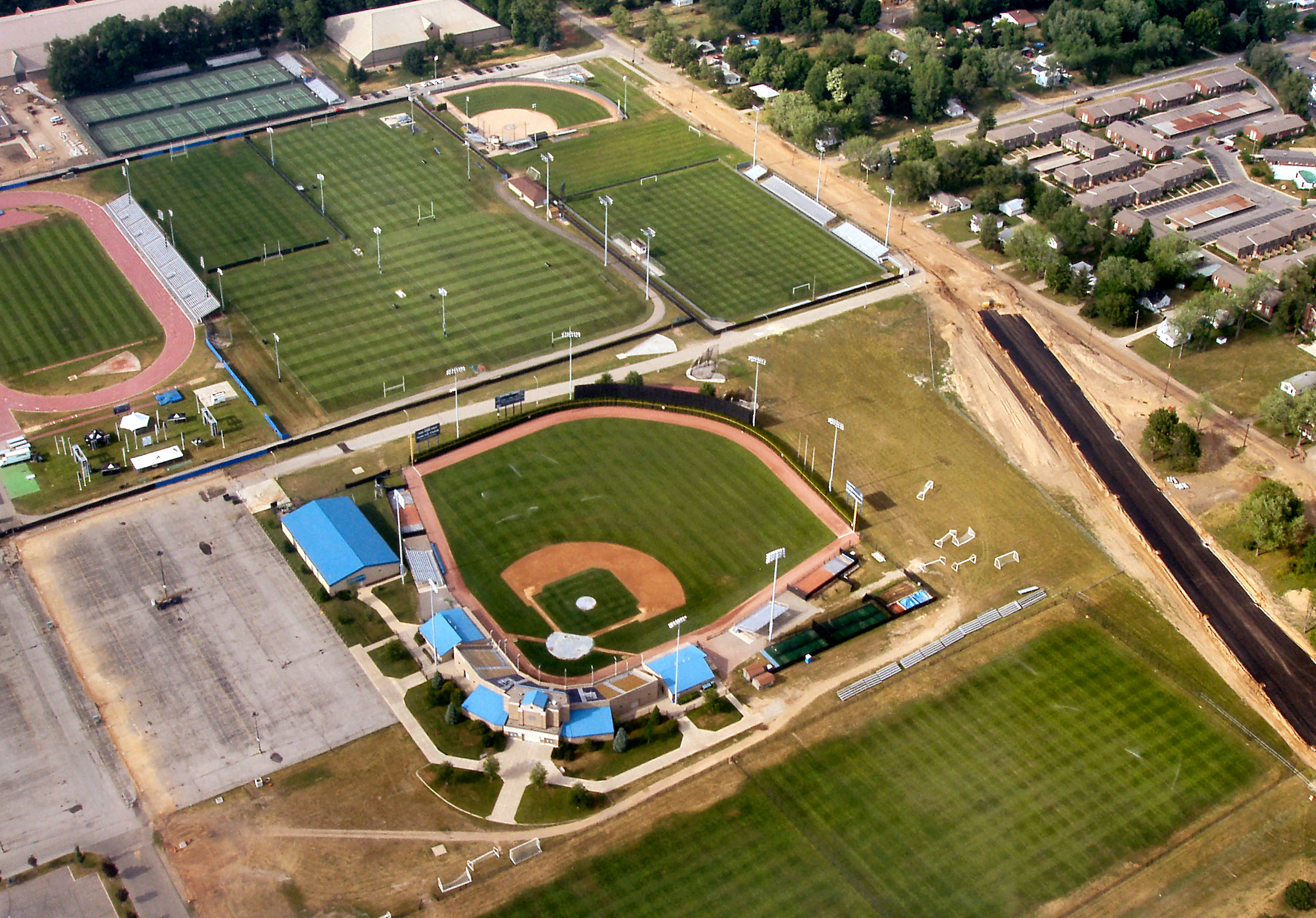
Baseballstadion der NDU

Die Heimspiele werden im 80.795 Zuschauer fassenden Notre Dame Stadium ausgetragen, das 2014–2018 für mehr als 400 Millionen Dollar renoviert und erweitert wurde. Bis zur Renovierung 1996 hatte das Stadium eine Kapazität von 59.075 Zuschauern. Seit 1961 waren mit einer einzigen Ausnahme sämtliche Heimspiele ausverkauft. Aus diesem Grunde werden die Eintrittskarten jeweils fix zugeteilt: Studierende, Lehrpersonal, Angestellte und Gönner können Tickets erwerben. Ehemalige Studenten müssen zunächst in einer Lotterie (an der man nur teilnehmen kann, wenn man einen gewissen jährlichen Mindestbetrag an die Universität gespendet hat) das Recht gewinnen, sich Tickets zu kaufen. Dies ist aufgrund der enormen Nachfrage nötig geworden, die das Fassungsvermögen des Stadions bei weitem übersteigt.
Das Stadion war einer der Veranstaltungsorte der Special Olympics World Summer Games 1987.

### Football-Traditionen
- Notre Dame Marching Band: Amerikas älteste Universitätsband spielt vor, während, und nach den Footballspielen auf dem Campus und im Stadion. Der meistgespielte Song ist der Notre Dame Fight Song.
- Notre Dame Fight-Song: Der Notre Dame Victory March (so der offizielle Name) wurde 1908 veröffentlicht und ist Amerikas bekanntester Uni-Song.
- Friday Night Pep Rally: Jeden Freitagabend vor einem Heimspiel findet in der Basketball-Arena eine Pep rally statt, auf der die Band spielt, der Trainer und einige Spieler sowie berühmte Ehemalige oder Prominente Ansprachen halten, um die Studenten und Fans für das Spiel am Samstag schon mal in Stimmung zu bringen.
- Painting of the Helmets: Die goldenen Helme werden jeden Freitagabend von studentischen Helfern neu in gold lackiert, damit die Helme am Spieltag genauso wie der Golden Dome des Hauptgebäudes in Gold erstrahlen.
- Notre Dame Tailgate: Vor jedem Heimspiel finden auf dem Campus sowie den Parkplätzen und Geländen rings um das Stadion tausende von Grillpartys statt. Diese beginnen schon in den frühen Morgenstunden und lassen es an nichts mangeln. Da die meisten Fans mit Wohnmobilen oder Autos anreisen, haben sie von Stereoanlagen über Minibars und Grills alles dabei.

### Sportliche Rivalitäten
- USC Trojans (University of Southern California): Wird seit 1926 jährlich ausgetragen. Notre Dame führt mit 44 zu 35 Siegen.
- Michigan Wolverines (University of Michigan): Die lebhafte Rivalität beruht auf der geographischen Nähe. Trotzdem gab es nur 11 Direktbegegnungen in den ersten 100 Jahren der gemeinsamen Geschichte. Dies ist in erster Linie darauf zurückzuführen, dass sich Michigan nach einer schweren Niederlage im Jahre 1909 lange weigerte, gegen Notre Dame anzutreten. Erst seit 1979 treffen die beiden erstklassigen College-Football-Mannschaften wieder regelmäßig aufeinander. Michigan führt mit 23 zu 16 Siegen.
- Navy Midshipmen (Navy Academy): Wird seit 1931 jährlich ausgetragen in Ehren an die finanzielle Unterstützung der US-Navy an die Universität während des Zweiten Weltkriegs. Notre Dame führt in der Serie mit 76 Siegen. Navy gewann zwölf Mal und einmal trennten sich die Mannschaften Unentschieden.
- Michigan State Spartans (Michigan State University): In erster Linie als Ersatz-Derby für die Wolverines aufgebaut.
- Purdue Boilermakers (Purdue University): Regelmäßiger Matchgegner aus Indiana.

### Aktuelles
The Irish wurden 2006 mit einer 10-2-Bilanz als elftbestes unter den über 100 Teams der Division I-A eingestuft (AP poll). Sie verloren am 3. Januar 2007 den Sugar Bowl im Louisiana Superdome in New Orleans gegen die LSU Tigers klar mit 14-41. Quarterback Brady Quinn wurde gleich zweifach ausgezeichnet: Einerseits mit dem prestigeträchtigen Johnny Unitas Golden Arm Award den zuvor Spieler wie Matt Leinart oder Peyton Manning gewannen sowie den Maxwell Award.
Dagegen war die Saison 2007 für die Irish von Niederlagen und herben Enttäuschungen geprägt. Drei Siege standen neun Niederlagen gegenüber, darunter ein 0:38 shut-out gegen den Erzrivalen Michigan und die erste Niederlage gegen ein Team der Navy seit 43 Jahren.
Die reguläre Saison 2012 wurde mit zwölf Siegen und ohne Niederlage abgeschlossen. Die Irish sind Ende 2012 innerhalb der Division I-A als bestes Team eingestuft.

## Popkultur
Bis heute waren Dreharbeiten am Campus von Notre Dame nur für zwei Filme erlaubt: „Rudy“ und „Knute Rockne, All American“. „Rudy“ handelt von einem jungen Mann, dem man immer sagt, dass er zu klein sei, um College-Football zu spielen. Aber er ist entschlossen, die Hindernisse zu überwinden und seinen Traum zu erfüllen, für Notre Dame zu spielen. „Knute Rockne, All American“ erzählt die Geschichte des legendären Notre-Dame-Footballspielers und Trainers Knute Rockne. Beide Filme basieren auf wahren Begebenheiten und sind mit der Sportgeschichte von Notre Dame eng verbunden. Zudem wird Notre Dame oft in der Popkultur der USA erwähnt, wie zum Beispiel:
- Notre Dame war mehrmals in The Simpsons zu sehen. In der Folge „Sunday, Cruddy Sunday“ (S10,E12) taucht der Charakter Rudy in seiner ND-Jacke auf. In der Folge „The Father, the Son, and the Holy Guest Star“ (S16, E20) gehen Homer und Bart in den katholischen Himmel, wo sich eine Gruppe Iren befindet, unter denen ein Mann ein ND-Sweatshirt trägt.
- In der Serie The West Wing, schloss Präsident Josiah Bartlet (Martin Sheen) einen Bachelor of Arts an Notre Dame ab.[105]
- In der Fernsehserie Modern Family, in der Episode „Queer Eyes, Full Hearts“ (S6, E7) erzählt eine Journalistin Mitchell (Jesse Tyler Ferguson), dass ein Kind ein Sport-Stipendium bekommen hat, um an Notre Dame zu studieren.
- Li'l Sebastian, ein Pony in der Serie Parks und Recreation, erhielt einen Notre-Dame-Ehrentitel.[106]
- Brad Pitts Charakter in Mr. & Mrs. Smith studierte Kunstgeschichte an Notre Dame.